# Meteorstadion
Das Meteorstadion (ukrainisch Метеор (стадион)) gehört zum Sportkomplex Meteor, der zu den Nationalen Olympischen Zentren der Ukraine zählt. Es wurde 1966 erbaut und war vor der Eröffnung der Dnipro-Arena im Jahr 2008 das Heimatstadion von Dnipro Dnipropetrowsk.

## Geschichte
Das Eröffnungsspiel fand am 30. August 1966 gegen Schinnik Jaroslawl statt, welches Dnipro Dnipropetrowsk 3:1 gewann.
Am 15. Oktober 1981 kam es zu einem Unfall nach einem Spiel der Ersten Liga der Sowjetunion zwischen Dnipro Dnipropetrowsk und Spartak Moskau, bei dem 11 Menschen bei einer Massenflucht ums Leben kamen.
In der Saison der Premjer-Liha 2015/16 veranstaltete der Fußballverein FK Stal (zu der Zeit noch als Stal Dniprodserschynsk) aus der Nachbarstadt Kamjanske teilweise seine Heimspiele im Stadion, da dessen eigenes Stadion lediglich 2900 Menschen aufnehmen konnte.